# 八木西口駅
八木西口駅（やぎにしぐちえき）は、奈良県橿原市八木町一丁目にある、近畿日本鉄道（近鉄）橿原線の駅である。駅番号はB40。

## 概要
大阪電気軌道（大軌）畝傍線の駅としての開業当初は八木駅を名乗ったが、その後、同じ大軌の手で建設された新線の八木線（のち大軌桜井線、現在の近鉄大阪線）延伸に伴う両線交差地点への新駅設置により、八木西口駅に改称した。この際、新たに設置された駅の同一駅構内扱いとされたことにより、営業上の扱いにおいて他の駅にはない特例が生ずることとなった。

### 営業上の扱い
旅客営業上は大和八木駅と同一駅（構内）扱いであり、営業キロは設定されていない（大和八木駅からの実距離は約400 m）。運賃は大和八木駅発着と同額である。
規則上は大和八木駅を発着または経由する乗車券類を所持していれば当駅に乗車・下車できることになっているが、2022年6月現在、大和八木駅の自動券売機で購入した近距離券サイズの金額式乗車券では当駅の自動改札機を入場できない（逆も同様）。その一方、窓口端末で発券の区間指定式の乗車券では自動改札機を通過できる。なお、当駅と大和八木駅間のみを乗車する場合は、自動券売機での購入による初乗り運賃の金額式乗車券で乗車できる（入場券での乗車は不可。また窓口端末では大和八木 - 八木西口の相互間の乗車券の発券に対応していない）。
当駅は急行停車駅であるが、かつては運賃表、時刻表や発車標に駅名が記載されていなかった。
また、以前は当駅で購入した乗車券は、八木西口駅発行でありながら発駅が「大和八木」と印字されていたが、2022年現在は「八木西口」と印字されている。

### 今後の予定
八木西口駅 - 畝傍御陵前駅間の奈良県立医科大学附属病院付近に計画されている新駅の設置の条件として、近鉄側は当駅の廃止を主張していた。橿原市は2020年4月、当駅を移設する案、当駅を存続させた上で新駅を設置する案、新駅を建設しない案の3案を比較検討する業務を、公募した業者に委託することとした。
このうち当駅を存続させた上で新駅を設置する案については、2021年3月に橿原市が市議会で近鉄が近接地での併存には応じられないと文書で見解を示しているとして以後再考を求めず、同年に両駅を併存させないことで奈良県・橿原市・近鉄の3者が合意に至り取り下げられたとみられていた。この時点では、まだ正式に発表こそされておらず、橿原市は最後まで当駅の廃止に難色を示していたものの、新駅設置に対する県側の意向を汲み、最終的には八木西口駅を廃止して、新駅を設置する方向になるだろうと考えられていた。しかし大きな動きもないまま膠着状態が続いていた。
ところが、2022年4月15日、近鉄が2023年4月からの全線運賃値上げを国土交通省に申請したと発表し、奈良県はこれに反発、4月20日に国に対し公聴会の開催を要請していた。これを受けて同年7月14日に開かれた国土交通省運輸審議会公聴会で荒井正吾奈良県知事が意見陳述し、それに対する近鉄の回答文書が7月19日に県に提出され、その中で近鉄は新駅設置について「八木西口駅の廃止を条件としない」とし、近鉄の方針転換に対して知事は歓迎するとした。11月29日、この新駅設置と周辺地域のまちづくりについて奈良県・橿原市・県立医大・近鉄の4者間で協定が締結され、その中に「八木西口駅の廃止を条件としない」という条項が盛り込まれたと報道された。

## 歴史
- 1923年（大正12年）3月21日：大阪電気軌道畝傍線（現在の橿原線）が平端駅から橿原神宮前駅（初代）間の延伸に伴い、八木駅（やぎえき）として開業する[7]。
- 1925年（大正14年）3月21日：大阪電気軌道八木線（後に桜井線→大阪線）が、この駅より分岐して高田駅（現在の大和高田駅）まで開業する[8]。
- 1928年（昭和3年）8月：大軌八木駅（だいきやぎえき）に改称する[9]。
- 1929年（昭和4年）1月5日：大阪電気軌道桜井線としての大軌八木駅と桜井駅間開通に伴い、大軌八木駅は新線上（現在の大和八木駅）に移転するが、旧大軌八木駅も八木西口駅（やぎにしぐちえき）に改称して存続する（扱い上は大軌八木駅の別ホーム）[7][8]。
  - 当駅が大和八木駅にほど近く、構内扱いとされているのは、このような歴史的経緯による。
  - 当駅の位置は、旧高市郡八木町の町域の西寄りに当たる。移転先の大和八木駅は、旧磯城郡耳成村大字内膳に所在したが、1949年に大字内膳が八木町に編入され、1956年の市制施行によって橿原市内膳町となった。
  - 旧駅が橿原線（当時は畝傍線）の駅として存続した背景には、1929年当時は国家神道体制にあって橿原神宮への参拝が奨励されており、大阪電気軌道も現在の連絡線である旧本線を用いて上本町駅と（旧）橿原神宮前駅・久米寺駅（のちに橿原神宮駅→（現）橿原神宮前駅へ統合。扱いとしては久米寺駅の改称とされる）間に急行電車を設定しており、八木地域で乗降できるようにするためであったとされる。
- 1939年（昭和14年）7月28日：橿原神宮の境内の拡張を受け、当駅から橿原神宮前駅（初代）までが廃止され、当駅から橿原神宮駅駅（久米寺駅から改称、現在の橿原神宮前駅（2代目））までの新線に切り替える[7][10]。同時に西大寺駅（現在の大和西大寺駅）から橿原神宮駅間が橿原線とされる。
- 1941年（昭和16年）3月15日：参宮急行電鉄との会社合併により、関西急行鉄道の駅となる[7]。
- 1944年（昭和19年）6月1日：会社合併により近畿日本鉄道の駅となる[7]。
- 1967年（昭和42年）12月20日：ダイヤ変更により京伊特急と大阪線列車の乗り入れを廃止。最末期まで設定されていた大阪線列車は、夕方のラッシュ時に当駅が始発・終点となり、直接当駅で折り返す上本町駅発着の準急であった。
- 2007年（平成19年）4月1日：当駅における、IC乗車カード「PiTaPa」の供用を開始する[11]。

## 駅構造
相対式ホーム2面2線の地上駅で、駅舎は地下式。ホーム有効長は6両分ある。改札口は2箇所。エレベーター2基を備える。1960年代後半頃までは2番線の隣に折返専用線である3番線があったが、後に撤去されている。
この駅の北側で橿原線から左に分岐して大阪線につながる単線の連絡線がある。これは旧八木線時代の名残で、用地は複線分あり、当初の大阪線だった線路を単線化して連絡線としたものである。現在はこの連絡線経由での定期営業列車はなく、回送列車や団体貸切列車がときおり通過するほか、奈良線・南大阪線・けいはんな線系統の車両が定期検査などで五位堂検修車庫へ回送する際のルートにもなっている。また、ホームのやや橿原神宮前寄りに逆方向の上下渡り線がある。

### のりば
| のりば | 路線     | 方向 | 行先                 |
| ------ | -------- | ---- | -------------------- |
| 1      | B 橿原線 | 下り | 橿原神宮前方面       |
| 2      | B 橿原線 | 上り | 大和西大寺・京都方面 |

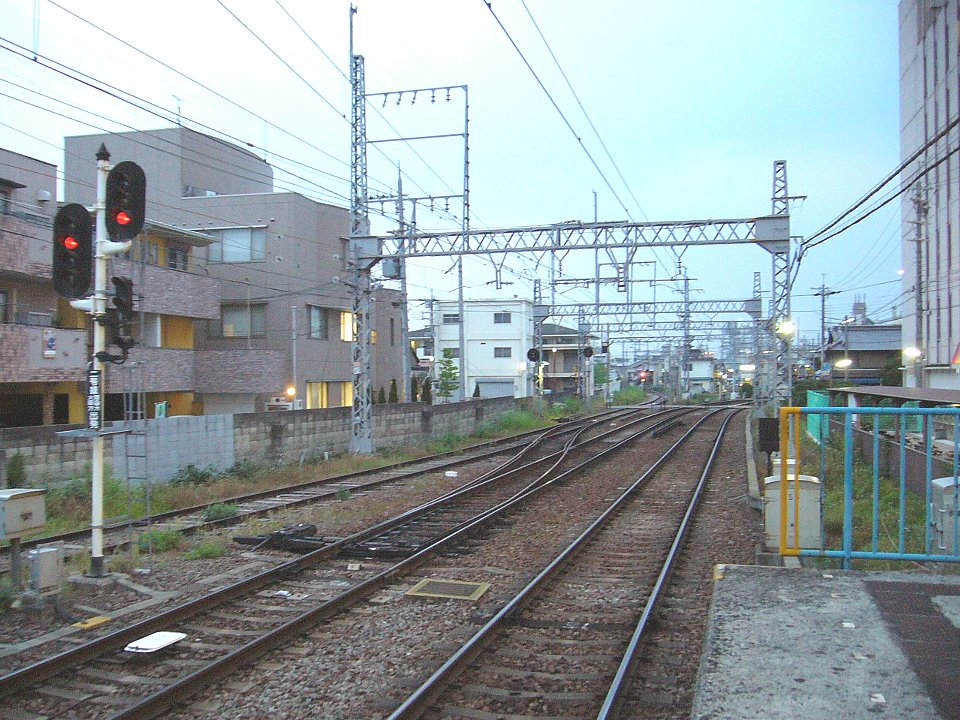
ホームから北望。右2線が橿原線、左へカーブするのは大阪線への渡り線（安全側線部分の線路は撤去済み）。
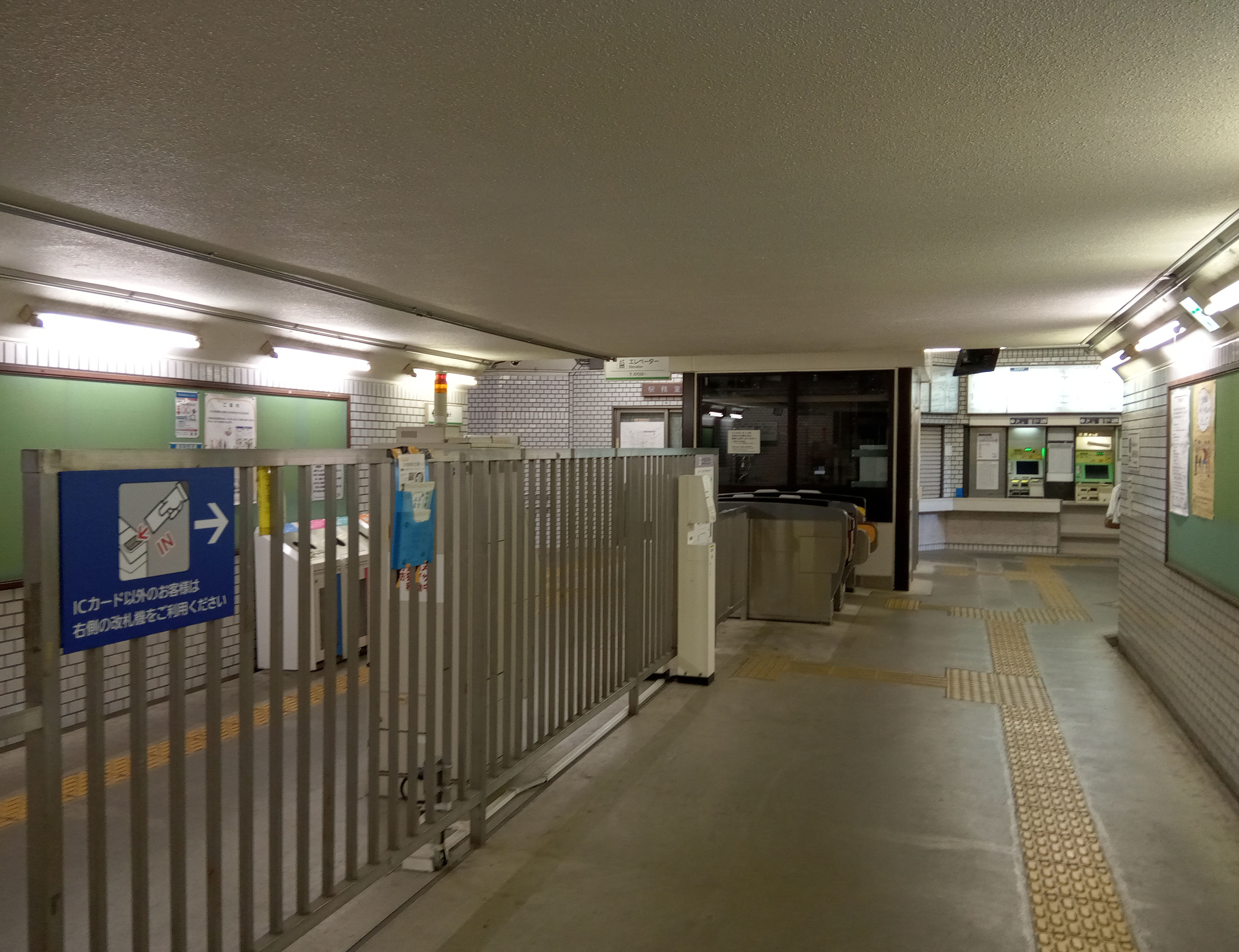
改札口（2022年5月）
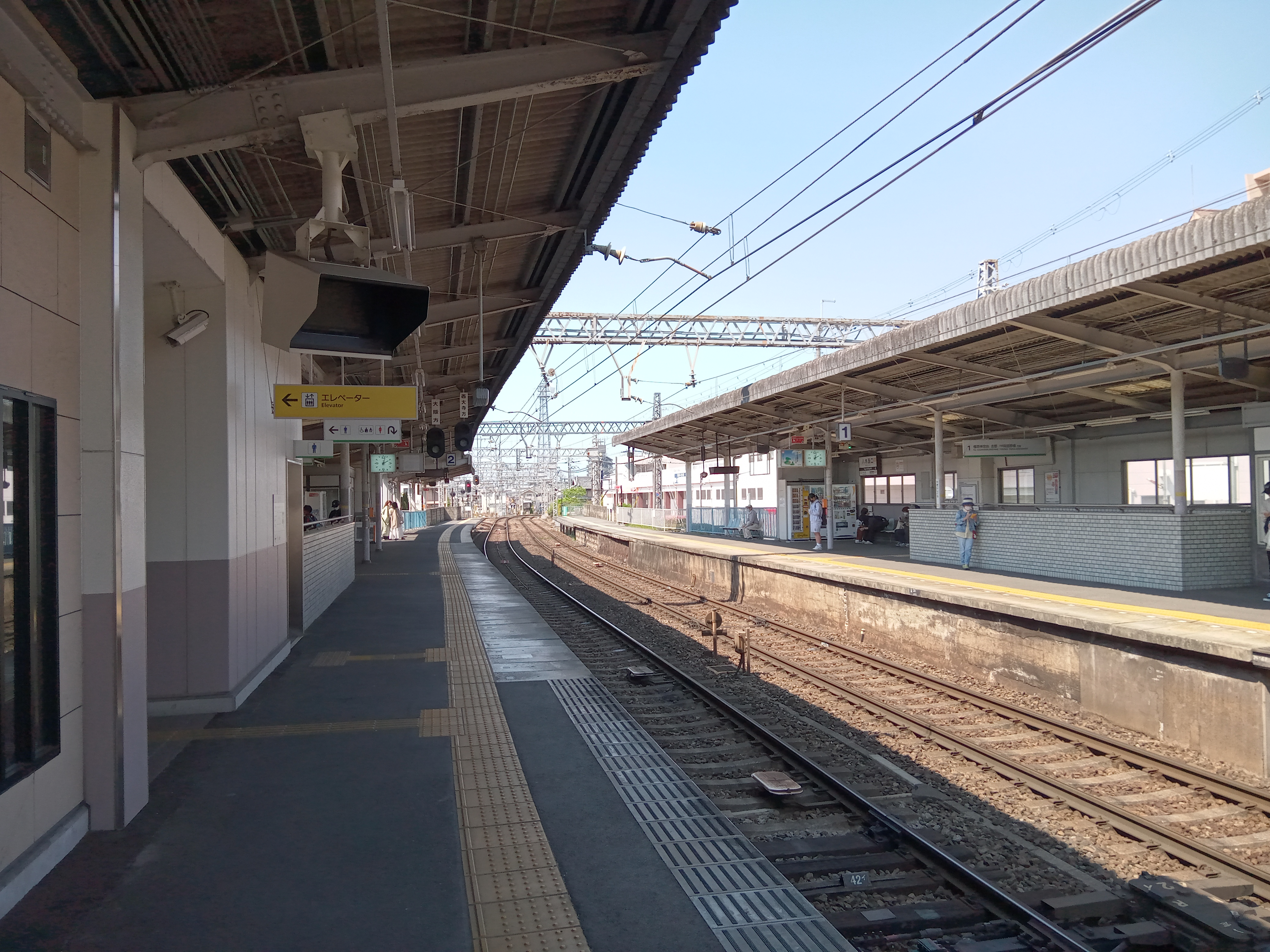
ホーム（2022年5月）

## 利用状況
近鉄が実施する乗降人員調査では、当駅の乗降人員は大和八木駅に含めて集計されており、当駅単独の乗降人員は公式には公表されていない。報道によれば、1日の利用者数は約5,000人である。

## 駅周辺

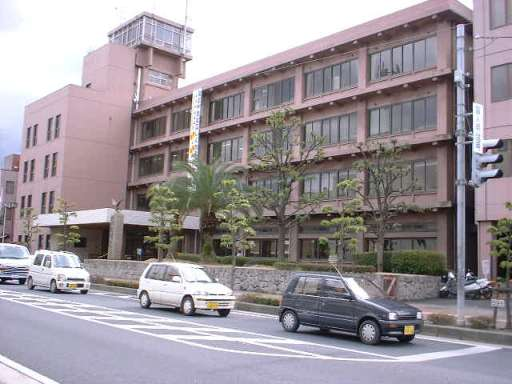
橿原市役所

大和八木駅と当駅の間は徒歩で約5分程度の距離であり、駅勢圏はおおむね重複している。
東口
- 橿原市役所
- 橿原市営駐輪場（月極のみ）
- 橿原郵便局
- 橿原警察署
- 法務局橿原出張所
- 小綱町（荒神社遺跡・正蓮寺大日堂・入鹿神社）
- 奈良県立医科大学・附属病院
- 平尾病院
- 平成記念病院
- 奈良県立畝傍高等学校
- 橿原シティーホテル
- 三菱UFJ銀行 橿原支店
- 南都銀行 橿原支店
- 京都銀行 橿原支店
- 大和信用金庫 八木支店
- ヤマトー八木店
- 近鉄大阪線 大和八木駅
- JR西日本桜井線 畝傍駅 - 東に徒歩5分ほど
- おふさ観音

西口
- 橿原市営駐輪場
- 今井町 - 駅南西徒歩5分。
- 春日神社
- 八幡神社
- 称念寺
- 順明寺
- 西光寺
- 蓮妙寺

## 隣の駅
近畿日本鉄道
B 橿原線
■急行・■普通
大和八木駅 (B39) - 八木西口駅 (B40) - 畝傍御陵前駅 (B41)